# Юдковская, Анна Юрьевна
Юдковская Анна Юрьевна (5 июля 1973, Киев) — украинский юрист, бывшая судья Европейского суда по правам человека.

## Биографические сведения
Анна Юрьевна Юдковская родилась 5 июля 1973 года в Киеве.
Окончила Киевский национальный университет строительства и архитектуры и с отличием юридический факультет Киевского национального университета имени Тараса Шевченко.
С 1995 года занимается правозащитной и юридической деятельностью. Работала адвокатом в Печерской коллегии адвокатов города Киева с 2000 года.
В 2007 году стала магистром права и европейских наук (Страсбургский университет). Работала юристом секретариата Европейского суда по правам человека.
Кандидат юридических наук (тема диссертации «Презумпция невиновности в уголовном процессе Украины и практике Европейского суда по правам человека»). В 2009 — 2010 была советником Комиссара Совета Европы по правам человека, преподавала европейское право в области прав человека.
В октябре 2007 года по результатам конкурса, который проходил в Минюсте Украины, была выбрана кандидатом на должность члена Европейского суда, но только 15 июня 2010 года назначена на пост. За нее проголосовали 117 из 210 депутатов Парламентской ассамблеи Совета Европы. Вице-президент Секции Суда с 3 ноября 2015 года по 31 октября 2016 года. С 1 февраля 2017 года по 31 января 2019 года — Председатель Секции.
Доцент Академии адвокатуры Украины.
Некоторые дела, в которых Юдковская принимала участие: 
- Кромбах против Франции

## Научные публикации
- Юдковская Г. Ю. Роль и история взаимодействия Европейского суда по правам человека и Суда справедливости Европейских сообществ в контексте защиты прав человека в Европе / А.  Дмитренко, Г. Ю. Юдковская // Адвокат. — 2006. — № 2. — С. 33-44.
- Юдковская Г. Ю. Конфликт презумпции невиновности и свободы слова при освещении СМИ уголовных процессов. Точка зрения Европейского суда по правам человека / Г. Ю. Юдковская // Вестник Верховного Суда Украины. — 2007. — № 1. — С. 40-44.
- Юдковская Г. Ю. Законность переноса бремени доказывания на обвиняемого в уголовном процессе с точки зрения международных стандартов / Г. Ю. Юдковская // Адвокат. — 2007. — № 2. — С. 22-26.
- Юдковская Г. Ю. Привилегия против самобичевания— в поисках принципа / Г. Ю. Юдковская // Вестник Академии адвокатуры Украины. — 2007. — № 9. — С. 138-145.
- Юдковская Г. Ю. «Правило четкой линии» по делу Эванс против Соединенного Королевства — новый подход Европейского суда по правам человека до взвешивания конфликтных интересов / Г. Ю. Юдковская // Судебная апелляция. — 2007. — № 4. — С. 125-135.
- Юдковская Г. Ю. Есть Ли уголовная ответственность за отрицание геноцида нарушением свободы слова? Некоторые аспекты мирового опыта / Human Rights in Ukraine — informational website of the KHPG / 05.12.07 — Режим доступа: https://web.archive.org/web/20140307022654/http://khpg.org/en/index.php?id=1196852813.
- Юдковская Г. Ю. Применимость принципа презумпции невиновности до отстранения и освобождения обвиняемых из работы: анализ прецедентного права Европейского суда по правам человека [электронный ресурс] / Г. Ю. Юдковская // Журнал Академии адвокатуры Украины. — 2008. — № 1. — Режим доступа: http://www.aau.edu.ua/e-journal/2008-1/08ygyzpl.pdf (недоступная+ссылка).
- Юдковская Г. Ю. Задержания лица и взятия под стражу в свете требований презумпции невиновности / Г. Ю. Юдковская // Адвокат. — 2008. — № 3. — С. 12-21.
- Юдковская Г. Ю. Суд присяжных как прививка против деградации общества / Г. Ю. Юдковская // Адвокат. — 2008. — № 4. — С. 4-7.
- G. Yudkivska «The evolution of the role of the European Court of Human Rights in the context of the continuous increase of the number of individual applications» /G. Yudkivska // Law of Ukraine. — 2011. — № 5-6. — С. 214-219.
- Юдковская Г. Ограничения конституционных прав: применение принципа пропорциональности конституционными судами и Европейским судом по правам человека // Вопросы защиты прав человека и гражданина органами конституционной юрисдикции в современных условиях: материалы Междунар. конф./ Конс. Суд Украины — К.: Логос, 2013. — С. 233-239.
- Анна Юдковская. Дело «Александр Волков против Украины» в свете стандартов независимости судебной власти. / Права человека. Практика Европейского суда по правам человека. — 2013. — № 12 (93). — С. 4-12.